# Arena Liga 2019
L'Arena Liga 2019 è la 2ª edizione del campionato di football a 8, organizzato dalla SAAF.
I Bor Golden Bears, inizialmente iscritti, non hanno partecipato al torneo.
Nella seconda fase era prevista anche la disputa dei gruppi B (seconde classificate della prima fase) e C (terze classificate), ma questi gruppi non hanno in realtà giocato.

## Squadre partecipanti
| Club                     | Città      | Stadio | Sponsor ufficiale | Risultato nella stagione 2018 |
| ------------------------ | ---------- | ------ | ----------------- | ----------------------------- |
| Bečej Vidre              | Bečej      |        |                   |                               |
| Bor Golden Bears         | Bor        |        |                   |                               |
| Kraljevo Royal Crowns    | Kraljevo   |        |                   |                               |
| Mladenovac Forestlanders | Mladenovac |        |                   |                               |
| Niš Imperatori           | Niš        |        |                   |                               |
| Obrenovac Hawks          | Obrenovac  |        |                   |                               |
| Šabac Sharks             | Šabac      |        |                   |                               |
| Smederevo Bedemi         | Smederevo  |        |                   |                               |

## Prima fase

### Calendario

#### 1ª giornata
| Mladenovac 12 maggio 2019, ore 12:30 | Mladenovac Forestlanders | 25 – 7 (6-0 7-0 6-7 6-0) referto | Smederevo Bedemi | Stadion Radnički PDM |

| Bečej 12 maggio 2019, ore 15:30 | Bečej Vidre | 20 – 6 (0-0 6-0 0-6 14-0) referto | Šabac Sharks | Stadion OFK Bečej (30 spett.) |

| 11-12 maggio 2019 | Niš Imperatori | - – - (non disputata) | Bor Golden Bears |  |

#### 2ª giornata
| Niš 19 maggio 2019, ore 17:00 | Niš Imperatori | 26 – 18 (7-0 12-0 7-6 0-12) referto                                                                                 | Kraljevo Royal Crowns | Pomoćni teren FK Radnički |
| Jović Q1 ( TD ) 10yd run Anđelković Q1 ( pat ) Jović Q2 ( TD ) 10yd run Anđelković Q2 ( TD ) 20yd pass from Jović Stojiljković Q3 ( TD ) 15yd run Ivković Q2 ( tpc ) pass from Jović Marcatori Todorović Q3 ( TD ) 15yd pass from Đokić Perišić Q4 ( TD ) 20yd pass from Đokić Jovančević Q4 ( TD ) 25yd pass from Đokić |                | |                       |                           |
| |                | |                       |                           |
| Jović Q1 (TD) 10yd run Anđelković Q1 (pat) Jović Q2 (TD) 10yd run Anđelković Q2 (TD) 20yd pass from Jović Stojiljković Q3 (TD) 15yd run Ivković Q2 (tpc) pass from Jović | Marcatori      | Todorović Q3 (TD) 15yd pass from Đokić Perišić Q4 (TD) 20yd pass from Đokić Jovančević Q4 (TD) 25yd pass from Đokić |                       |                           |

| 18-19 maggio 2019 | Bor Golden Bears | - – - (non disputata) | Kraljevo Royal Crowns |  |

#### 3ª giornata
| 2 giugno 2019, ore 13:00 | Šabac Sharks | 12 – 25 (0-6 0-7 0-6 12-6) referto | Obrenovac Hawks |  |

#### 4ª giornata
| Smederevo 9 giugno 2019, ore 12:00 | Smederevo Bedemi | 2 – 0 (0-0 0-0 0-0 2-0) referto | Mladenovac Forestlanders | FK Vučak |

| Obrenovac 9 giugno 2019, ore 12:00 | Obrenovac Hawks | 36 – 28 (6-0 6-6 24-8 0-14) referto | Bečej Vidre | Stadion FK Urovci |

| 8-9 giugno 2019 | Bor Golden Bears | - – - (non disputata) | Niš Imperatori |  |

#### Recuperi 1
| Varna 15 giugno 2019, ore 12:00 | Šabac Sharks | 37 – 19 (12-0 12-6 13-13 0-0) referto | Bečej Vidre |  |

#### 5ª giornata
| Kraljevo 22 giugno 2019, ore 17:00 | Kraljevo Royal Crowns | 13 – 2 (0-0 13-0 0-0 0-2) referto | Niš Imperatori | FK Magnohrom |

| 22-23 giugno 2019 | Kraljevo Royal Crowns | - – - (non disputata) | Bor Golden Bears |  |

#### 6ª giornata
| Obrenovac 30 giugno 2019, ore 14:00 | Obrenovac Hawks | 32 – 18 (0-0 12-0 0-12 20-6) referto | Šabac Sharks | Stadion FK Urovci |

#### Recuperi 2
| Bečej 13 luglio 2019, ore 17:30 | Bečej Vidre | 13 – 38 (13-13 0-6 0-13 0-9) referto | Obrenovac Hawks | Stadion OFK Bečej (27 spett.) |

### Classifiche
Le classifiche della regular season sono le seguenti:
- PCT = percentuale di vittorie, G = partite giocate, V = partite vinte,  P = partite perse, PF = punti fatti, PS = punti subiti

#### Girone Sever
| Pos. | Squadra         | PCT   | G | V | N | P | PF  | PS  |
| ---- | --------------- | ----- | - | - | - | - | --- | --- |
| 1    | Obrenovac Hawks | 1.000 | 4 | 4 | 0 | 0 | 131 | 71  |
| 2    | Šabac Sharks    | .250  | 4 | 1 | 0 | 3 | 73  | 96  |
| 3    | Bečej Vidre     | .250  | 4 | 1 | 0 | 3 | 80  | 116 |

#### Girone Centar
| Pos. | Squadra                  | PCT  | G | V | N | P | PF | PS |
| ---- | ------------------------ | ---- | - | - | - | - | -- | -- |
| 1    | Mladenovac Forestlanders | .500 | 2 | 1 | 0 | 1 | 25 | 9  |
| 2    | Smederevo Bedemi         | .500 | 2 | 1 | 0 | 1 | 9  | 25 |

#### Girone Jug
| Pos. | Squadra               | PCT  | G | V | N | P | PF | PS |
| ---- | --------------------- | ---- | - | - | - | - | -- | -- |
| 1    | Kraljevo Royal Crowns | .500 | 2 | 1 | 0 | 1 | 31 | 28 |
| 2    | Niš Imperatori        | .500 | 2 | 1 | 0 | 1 | 28 | 31 |
| -    | Bor Golden Bears      | -    | - | - | - | - | -  | -  |

## Seconda fase

### Calendario

#### Turno 1
| Obrenovac 6 ottobre 2019, ore 12:30 | Obrenovac Hawks | 6 – 43 referto | Mladenovac Forestlanders | Stadion FK Urovci |

#### Turno 2
| Mladenovac 12 ottobre 2019, ore 15:30 | Mladenovac Forestlanders | 0 – 25 (0-6 0-7 0-6 0-6) referto | Kraljevo Royal Crowns | Stadion Radnički PDM |

#### Turno 3
| Kraljevo 2 novembre 2019, ore 14:00 | Kraljevo Royal Crowns | 26 – 4 (7-0 6-2 6-0 7-2) referto | Obrenovac Hawks | FK Magnohrom |

### Classifica
La classifica della seconda fase è la seguente:
- PCT = percentuale di vittorie, G = partite giocate, V = partite vinte,  P = partite perse, PF = punti fatti, PS = punti subiti

#### Gruppo A
| Pos. | Squadra                  | PCT   | G | V | N | P | PF | PS |
| ---- | ------------------------ | ----- | - | - | - | - | -- | -- |
| 1    | Kraljevo Royal Crowns    | 1.000 | 2 | 2 | 0 | 0 | 51 | 4  |
| 2    | Mladenovac Forestlanders | .500  | 2 | 1 | 0 | 1 | 43 | 31 |
| 3    | Obrenovac Hawks          | .000  | 2 | 0 | 0 | 2 | 10 | 69 |

## Verdetti
- Kraljevo Royal Crowns Campioni Arena Liga 2019